# Yokuts Valley
Yokuts Valley est une census-designated place du comté de Fresno, dans l'État de Californie, aux États-Unis,. En 2020, elle compte une population de 3 564 habitants.